# El-Sayed El-Dhizui
El-Sayed El-Dhizui (àrab: محمد التابعى)  (Port Saïd, 14 de setembre de 1926 - 24 de desembre de 1991) fou un futbolista egipci de la dècada de 1950.
Fou internacional amb la selecció d'Egipte amb la qual participà en els Jocs Olímpics de 1948 i 1952.
Pel que fa a clubs, destacà a Al-Masry Club i Al Ahly.